# Lygephila lusoria
Lygephila lusoria là một loài bướm đêm thuộc họ Erebidae. Loài này có ở miền nam châu Âu, Cận Đông và Trung Đông, European tây nam Nga, Kavkaz, Thổ Nhĩ Kỳ và Israel.
Có hai lứa trưởng thành một năm tùy theo địa điểm. Con trưởng thành bay từ tháng 5 đến tháng 9.
Ấu trùng ăn các loài Vicia và Astragalus.

## Hình ảnh

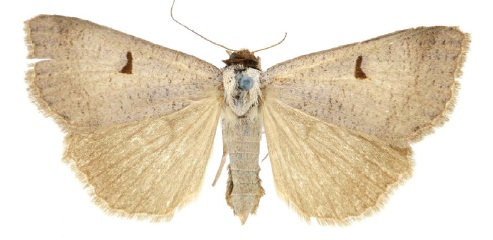
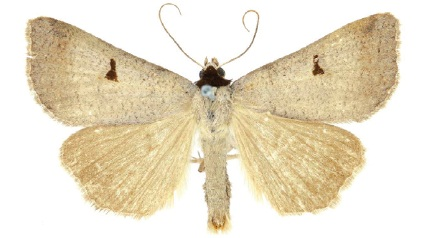
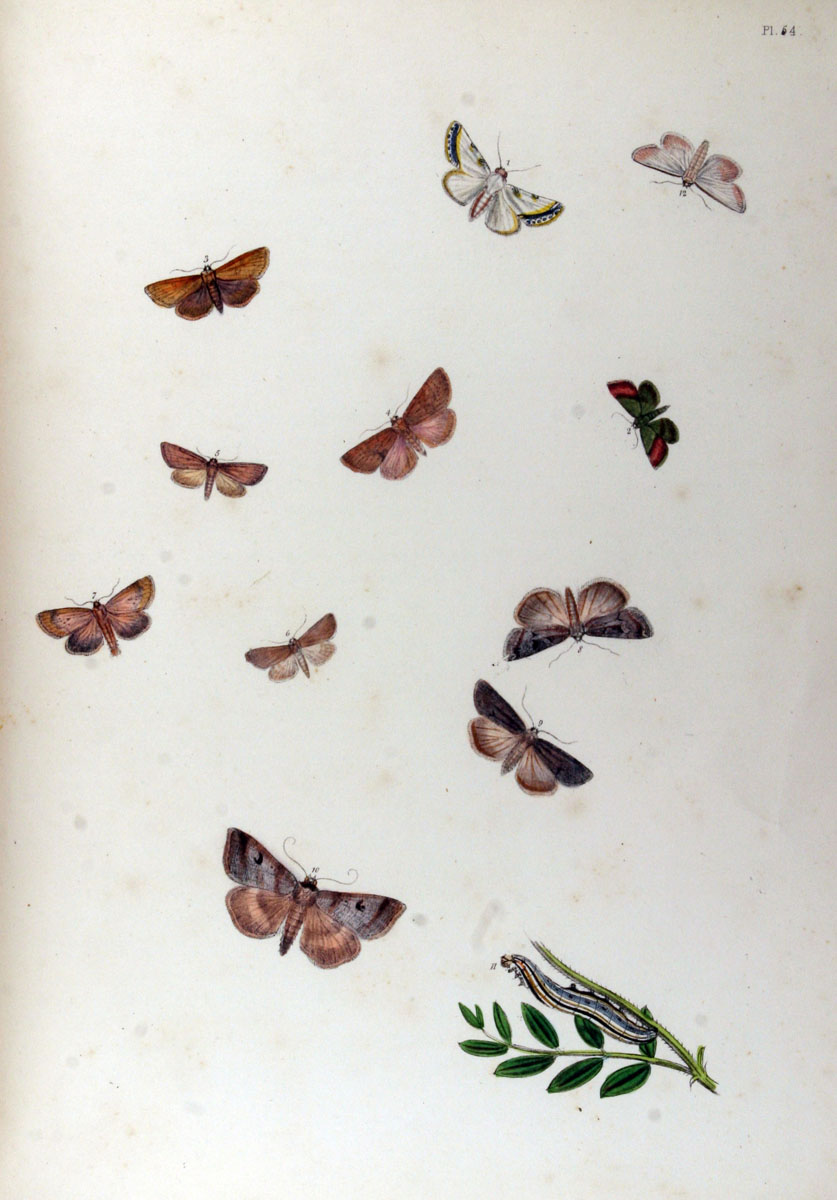

## Phân loài
- Lygephila lusoria lusoria
- Lygephila lusoria amasina (Israel)
- Lygephila lusoria sublutea